# Pampa Grande (Pacaipampa)
Pampa Grande, escrito también como Pampagrande, es una localidad peruana ubicada en el distrito de Pacaipampa, perteneciente a la provincia de Ayabaca del departamento de Piura, al norte del Perú. 

## Ubicación
Pampa Grande se ubica al sureste de la provincia de Ayabaca, en el distrito de Pacaipampa, en el departamento de Piura.

## Demografía
En 2017 Pampa Grande tenía una población de 12 habitantes.